# Municipio de Lavell
El municipio de Lavell (en inglés: Lavell Township) es un municipio ubicado en el condado de St. Louis en el estado estadounidense de Minnesota. En el año 2010 tenía una población de 303 habitantes y una densidad poblacional de 1,08 personas por km².

## Geografía
El municipio de Lavell se encuentra ubicado en las coordenadas 47°15′25″N 92°46′4″O / 47.25694, -92.76778. Según la Oficina del Censo de los Estados Unidos, el municipio tiene una superficie total de 280.66 km², de la cual 279,77 km² corresponden a tierra firme y (0,32 %) 0,9 km² es agua.

## Demografía
Según el censo de 2010, había 303 personas residiendo en el municipio de Lavell. La densidad de población era de 1,08 hab./km². De los 303 habitantes, el municipio de Lavell estaba compuesto por el 98,35 % blancos, el 0,99 % eran amerindios y el 0,66 % eran de una mezcla de razas. Del total de la población el 0,66 % eran hispanos o latinos de cualquier raza.